# Vaporware
Vaporware és un terme pejoratiu utilitzat per denominar al programari o maquinari anunciat per un desenvolupador molt abans de realitzar el desenvolupament en si mateix, el qual després no arriba a emergir, ni a tenir un cicle de desenvolupament més o menys estable. El terme implica engany, o almenys un excés d'optimisme; això implica que el que ho anuncia sap que el desenvolupament del producte està en una etapa massa primerenca per assumir responsabilitats sobre la seva data d'alliberament, característiques finals, o fins i tot credibilitat.
El vaporware guarda similituds amb els hoax (enganys), ja que tots dos consisteixen en promocionar un producte o esdeveniment que no podrà ser produït mai. En els diferents camps de la tecnologia hi ha hagut molts enganys en els quals l'"enganyador" promet obtenir resultats ràpid, mentre que realment no es pot saber. Cal citar com a exemple el cas de Clonaid, la companyia de raelianos que va prometre mostrar una prova de clonació humana; o aquells que van dir haver "inventat" la màquina de moviment perpetu. Es podria dir que la diferència entre aquests enganys i el vaporware radica, és que aquest últim realment té intencions de produir el que anuncia, mentre que en els enganys se sap perfectament que el producte no existeix, o que no podrà ser produït.

## Història
El primer cas documentat de vaporware en la història de la informàtica va tenir lloc entre 1834 i 1837, es va tractar de la màquina analítica de Charles Babbage, que no es va concretar per falta de fons econòmics. La paraula vaporware es va popularitzar en la premsa de negocis entron l'any 1984, probablement en resposta a Ovation d'Ovation Technologies, un paquet integrat de programari per a DOS que va ser anunciat el 1983. L'administració de la companyia va ser premiada per la seva habilitat per aconseguir finançament de capital de risc, generant rumors, i donant excelents demostracions d'un producte que, d'haver existit, hauria estat molt superior al Lotus 1-2-3 de Lotus Programari. Així i tot, no van complir amb la promesa de realitzar el producte, essent una clara mostra de vaporware.
CIO magazine li dona crèdit a Esther Dyson per haver utilitzat la paraula el 1984. No obstant això Paul Andrews opina que "encara que vaporware va ser popularitzada per Esther, ella li dona el crèdit a Ann Winblad, qui diu haver-la sentit de Mark Ursino de Microsoft... però Stewart Alsop II. pot haver estat el que la va introduir en l'argot habitual mitjançant el seu butlletí de notícies P.C. Letter".

## Varietats
En alguns casos, el vaporware pot ser el resultat d'una bombolla virtual que no flota. Posteriorment el projecte és ràpidament rebutjat, de vegades abans que es faci qualsevol treball de desenvolupament real.
En un altre casos, el vaporware és l'anunci d'empreses amb la idea de perjudicar el desenvolupament o comercialització d'altres productes més reals de la competència, de vegades en combinació amb una campanya de desconcert cap al públic; així els clients creuen en el possible desenvolupament tecnològic (en realitat essent un vaporware), posposant la seva compra del producte real a la competència mentre esperen que el seu rival maduri.
Moltes empreses anuncien vaporware per demostrar que els seus departaments d'I+D continuen replets d'idees noves. Com més ambiciós és el projecte, millors resultats. Una diferència subtil d'aquesta estratègia consisteix a vaporitzar una característica esperada per a tothom en un producte de proper llançament. Per exemple, la característica WinFS del producte Windows Vista va generar moltíssim entusiasme, però no es va arribar a implementar en la versió, tal com es va anunciar en un inici.
De vegades vaporware és el resultat d'un optimisme exagerat per part d'una organització sense malícia, el qual podria materialitzar el productes anunciat després d'una llarga espera (de vegades anys). Un exemple d'això va ser el gran retardat processador de textos FullWrite d'Apple Macintosh, anunciat per Ann Arbor Softworks el gener de 1987 per al seu llançament a l'abril d'aquest mateix any, i finalment llançat a l'abril de 1988. En el Regne Unit, Sir Clive Sinclair de Sinclair Research Ltd va ser famós pel seu tardà cicle de llançament de productes; diverses pantalles planes, televisors miniatura, l'ordinador per a negocis Sinclair QL, el cotxe elèctric Sinclair C5, l'ordinador avançat Loki i molts altres projectes atraçats, inacabats o completament ficticis.
El retard o aturada temporal d'un producte software de vegades pot ser causa d'una fusió corporativa d'empreses o una distensió interna dins de la pròpia empresa.
Sovint el vaporware que arriba a materialitzar-se no sobreviu a les expectatives inicials. Un exemple és el joc Daikatana, el qual es va anunciar en 1997 però no es va llançar fins al 2000. Molts dels fanàtics que esperaven el joc, van acabar decebuts i sense interès per ell. Ultima IX, un altre exemple, va ser una pobre consolació pels quals van esperar des de 1994, per trobar-se amb el llançament tardà el 1999, amb molts errors de codi i impossible d'executar en moltes targetes gràfiques comunes.
En altres casos, el vaporware mai es materialitza perquè algun altre producte ocupa el seu espai a mig camí, convertint-ho en redundant o no comercialitzable. Un exemple és el Projecte Xanadu, un projecte d'hipertext iniciat el 1960 que va ser concebut com el que avui dia és la World Wide Web; o GNU Hurd, el nucli de sistema operatiu lliure que ha estat gairebé per complet relegat en el seu paper per Linux. Hurd està encara en elaboració, però la intenció original era ser part del nucli d'un complet sistema GNU.
A més d'aquests exemples històrics, hi ha molts productes dels quals no es tenen notícies, però que el 2004 es van considerar vaporware. Un clar exemple d'aquest fet és el joc Duke Nukem Forever, que es va desenvolupar durant més de 15 anys. El joc va guanyar els Premis Vaporware de Wired News el 2001 i 2002, va ser segon el 2000, i el 2003 va aconseguir el premi per a tota la vida pel seu perpetu estat en vaporware, encara que finalment, després de més retards, va sortir a la llum el 10 de juny de 2011. Alguns jocs, fins i tot poden convertir-se en vaporware si són objecte d'una campanya promocional. Això mateix va succeir amb el joc basat en la sèrie de televisió Aeon Flux, el qual va ser tema dins els anuncis televisius i fins i tot difós en els llançaments de la sèrie en format de vídeo consola. El joc en si mateix mai va veure la llum el 2005, després de ser anunciat el 1996.
També cal esmentar les consoles de videojocs Indrema i Phantom. Tots dos van ocupar el més alt del premi Wired el 2004.
El sistema operatiu Microsoft Longhorn, anunciat per 2004 i ara conegut com a Longwait (de l'anglès, llarga espera) es va posicionar en el tercer lloc. Wired va destacar que una suposada característica, el sistema de fitxers WinFS, s'havia descartat per al sistema, i citant a un analista: "Si Microsoft continua donant llargues per Longhorn i eliminant característiques, podrien regalar en un paquet Duke Nukem Forever i el sistema operatiu".
A partir del 28 d'abril de 2005, Longhorn tampoc va incloure un suport per Trusted Computing. El projecte Longhorn es va convertir en Windows Vista, i Microsoft ho va treure a la venda el febrer de 2007.
També l'empresa Valve va anunciar el 2008 que els propers Half life serien episódicos, es van filtrar la història i els dibuixos conceptuals però Valve va seguir sense respondre per l'estat de l'anomenat "Half Life 3" fins al 2019, any que va anunciar Half Life Alyx i el rebuig del projecte que era "Half Life 3". Alyx va ser estrenat el març de 2020.